# Национални стадион у Оеирасу
Национални стадион (рум. Estádio Nacional), познат и као Естадио до Жамор (порт. Estádio do Jamor) је фудбалски стадион у Оеирасу, Округ Лисабон, Португалија, а налази се у оквиру Спортског комплекса Жамор.

## Историја
Стадион је дизајнирао Жакобети Роза, а изградња је трајала од 1939. до свечаног отварања стадиона 10. јуна 1944. (Дан Португала) од стране премијера Антонија де Оливеира Салазара.
Стадион је традиционални домаћин финала фудбалског Купа Португала од 1946; само 5 пута финале је играно на другом стадиону. Укупно је 64 финала купа играно на овом стадиону. Многи Португалци сматрају да се финале купа треба преместити на неки други стадион без обзира на традицију, с обзиром да Португал има велики број модерних и великих стадиона саграђених већином за потребе Европског првенства 2004., ипак Фудбалски савез Португала је много пута одбацио ту могућност.
Најзначајнија утакмица одиграна на овом стадиону је финале Европског купа у сезони 1966/67., где су се састали Селтик и Интер Милано. Селтик је победио са 2:1 и постао први британски првак Европе, а тадашњи тим је назван Лисабонски лавови.
Фудбалска репрезентација Португала је на Националном стадиону одиграла укупно 48 утакмица, прву утакмицу 1945. а последњу 2003. године.